# Giovanni Antonio Ricieri
Giovanni Antonio Ricieri, również Riccieri, Rizzieri, Rizieri (ur. 12 maja 1679 w Wenecji, zm. 15 maja 1746 w Bolonii) – włoski kompozytor.

## Życiorys
Kształcił się w Faenzy i Vicenzy, w 1700 roku był uczniem Giovanniego Battisty Bassaniego w Ferrarze. Występował jako śpiewak (sopranista). W 1700 roku osiadł w Bolonii, gdzie w latach 1701–1722 był członkiem kapeli przy bazylice św. Petroniusza, a od 1713 roku również kapelmistrzem kongregacji San Gabriele. Należał także (od 1701) do bolońskiej Accademia Filarmonica, jednak wykluczono go z niej z powodu zbyt ostrej krytyki dzieł kolegów. W latach 1722–1726 działał w Polsce, gdzie pełnił funkcję kapelmistrza na dworze Stanisława Mateusza Rzewuskiego. Przebywał m.in. w Targowicy, Podhorcach, Olesku i Lubomlu. Swój pobyt opisał w pamiętniku, będącym jedynym tego rodzaju źródłem o kulturze muzycznej w XVIII-wiecznej Polsce. Zorganizował teatr w Lubomlu, dla którego napisał dwie opery, L’ingnanno punito i L’Imeneo preteso. W 1726 roku wrócił do Włoch, a dwa lata później otrzymał od Rzewuskiego zamówienie na kolejną operę, L’Armidoro. W latach 1733–1738 przebywał w Wenecji i Padwie, następnie osiadł w Bolonii. W 1744 roku został kapelmistrzem kościoła w Cento.
W swojej twórczości posługiwał się kontrapunktem i techniką koncertującą. Jego uczniami byli Antonio Bernacchi, Giuseppe Maria Nelvi oraz Giovanni Battista Martini, który w swoim Saggio di contrappunto cytuje 3-głosową fugę Ricierego jako wzorcową.
Skomponował m.in. oratoria La nascita di Gesù, La tentazione d’incredulità, Il cuore umano, Il sacrilizia d’Isacco, opery  L’ingnanno punito i L’Imeneo preteso (wyst. Luboml 1725 i 1726; obydwie zaginione) oraz L’Armidoro (nie wystawiona; zaginiona), a także msze, motety, madrygały, litanie, psalmy, kanony. Rękopisy jego kompozycji zachowały się m.in. w Seminarium Duchownym w Sandomierzu i Archiwum Kościelnym w Rakowie.